# Frances Westley
Frances Westley ist eine kanadische Sozialwissenschaftlerin auf den Gebieten soziale Innovation und Resilienz. Sie bekleidete bis zu ihrer Emeritierung den J.W.-McConnell-Lehrstuhl für Soziale Innovation an der University of Waterloo.

## Leben
Westley war in verschiedenen Rollen an der McGill University tätig. Sie leitete von 2005 bis 2007 das Nelson Institute for Environmental Studies an der University of Wisconsin–Madison. Sie wurde im Jahr 2007 auf den J.W.-McConnell-Lehrstuhl für Soziale Innovation an die University of Waterloo berufen. Mittlerweile ist sie emeritiert.
Sie lebt in Haysville, Ontario.

## Wirken
Westleys Arbeit befasst sich mit den Bereichen soziale Innovation, Resilienz, nachhaltige Entwicklung, strategischer Wandel, visionäre Führung und interorganisationale Zusammenarbeit. Sie definiert dabei eine soziale Innovation als „jede Initiative (Produkt, Prozess, Programm, Projekt oder Plattform), welche die bestimmenden Routinen, Ressourcen- und Entscheidungsflüsse oder Überzeugungen des weitgefassten sozialen Systems, in das sie eingeführt wird, infrage stellt und im Laufe der Zeit zu seiner Veränderung beiträgt“. Sie verbindet in ihrer Arbeit akademisches und praktisches Wissen. Hierzu sagte sie einmal: „Ich war immer einer jener Menschen, die von Natur aus in der Lage sind, auf einem Zaun zu sitzen, mit meinem Fuß in beiden Welten. Ich konnte verstehen, was diese Praktiker antreibt, und ich konnte auch die Akademiker und die Wissenschaft dahinter verstehen.“
Sie veröffentlichte im Laufe ihrer akademischen Laufbahn mehrere Bücher. In ihrem Buch Experiments in Consilience (2004) befasst sich Westley mit der Dynamik der interorganisationalen und interdisziplinären Zusammenarbeit beim Management ökologischer Probleme. Ihr Buch Getting to Maybe (2006) analysiert die Dynamik sozialer Innovation und institutionelles Unternehmertum in komplexen adaptiven Systemen.

## Auszeichnungen (Auswahl)
Westley wurde mehrfach ausgezeichnet, darunter mit dem Corporate Knights Award. Im Dezember 2020 wurde sie für ihre Beiträge zur Erforschung und Anwendung sozialer Innovation in Kanada und im Ausland mit dem Order of Canada ausgezeichnet, den sie 2021 entgegennahm.